# Ostrów (Rokitno)
Ostrów – część wsi Rokitno w Polsce położona w województwie lubelskim, w powiecie tomaszowskim, w gminie Ulhówek.
W latach 1975–1998 Ostrów administracyjnie należał do województwa zamojskiego.